# 高屋城の戦い
高屋城の戦い（たかやじょうのたたかい）は、天正3年（1575年）4月8日から21日まで河内高屋城、新堀城、石山本願寺一帯で行われた戦い。石山合戦の一部であり、もう一つの主戦場でもあった新堀城を併せて「高屋・新堀城の戦い」と呼ばれることもある。

## 開戦までの経緯

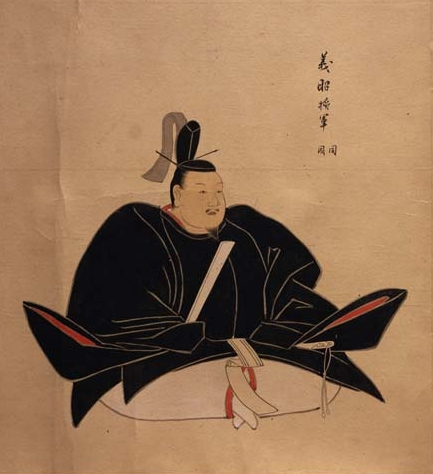
足利義昭画像/東京大学史料編纂所蔵

高屋城は元々河内畠山氏の城だったが、畠山氏が内紛により弱体化すると、細川氏や三好氏の介入を受けるようになった。当主畠山高政はこれに抵抗したが、永禄3年（1560年）に三好長慶に河内を乗っ取られ高屋城から追放された。
永禄11年（1568年）、同じく河内を追われていた高政の家臣安見宗房は、15代将軍・足利義昭と義昭を擁立する織田信長の上洛に畠山高政共々協力し、高屋城への復帰を果たした。ただし河内は三好義継（長慶の甥）と南北で折半だった。
やがて義昭と信長が対立し、義昭は各勢力に信長討伐を呼びかけた（信長包囲網）。三好義継は三好三人衆や大和の松永久秀と再度結んで信長から離反して義昭側に味方し、畠山家中は信長派と義昭派とに分裂した。当主・畠山秋高（昭高）は信長派だったが、元亀4年（1573年）6月に秋高は義昭派の守護代・遊佐信教に自害させられてしまった。安見宗房もこの頃には死去し、秋高の弔い合戦を行った兄の高政も信教に敗れて追われ、畠山家中の主導権は信教が握った。
しかし、包囲網側は劣勢に立たされた。7月に槇島城の戦いで足利義昭が京都から追放され、8月には一乗谷城の戦いで朝倉義景が自害、9月には小谷城の戦いで浅井長政が敗死。11月には三好義継も信長の攻勢を受け味方の裏切りにあって自害し（若江城の戦い）、11月には石山本願寺が信長に名物の「白天目」（はくてんもく）茶碗を進呈して講和。12月には堺に逃亡していた義昭がさらに紀伊の興国寺へ逃げ、12月26日には松永久秀も降伏して多聞山城や堀城を明け渡した。こうして信長包囲網はほぼ崩壊した。
天正2年（1574年）2月20日、義昭は興国寺から武田勝頼・上杉謙信・北条氏政らに対し、徳川家康・顕如と共に帰京を図るように御内書を送付した。また側近の一色藤長が石山本願寺や高屋城へ出向き頻繁に連絡をしている。

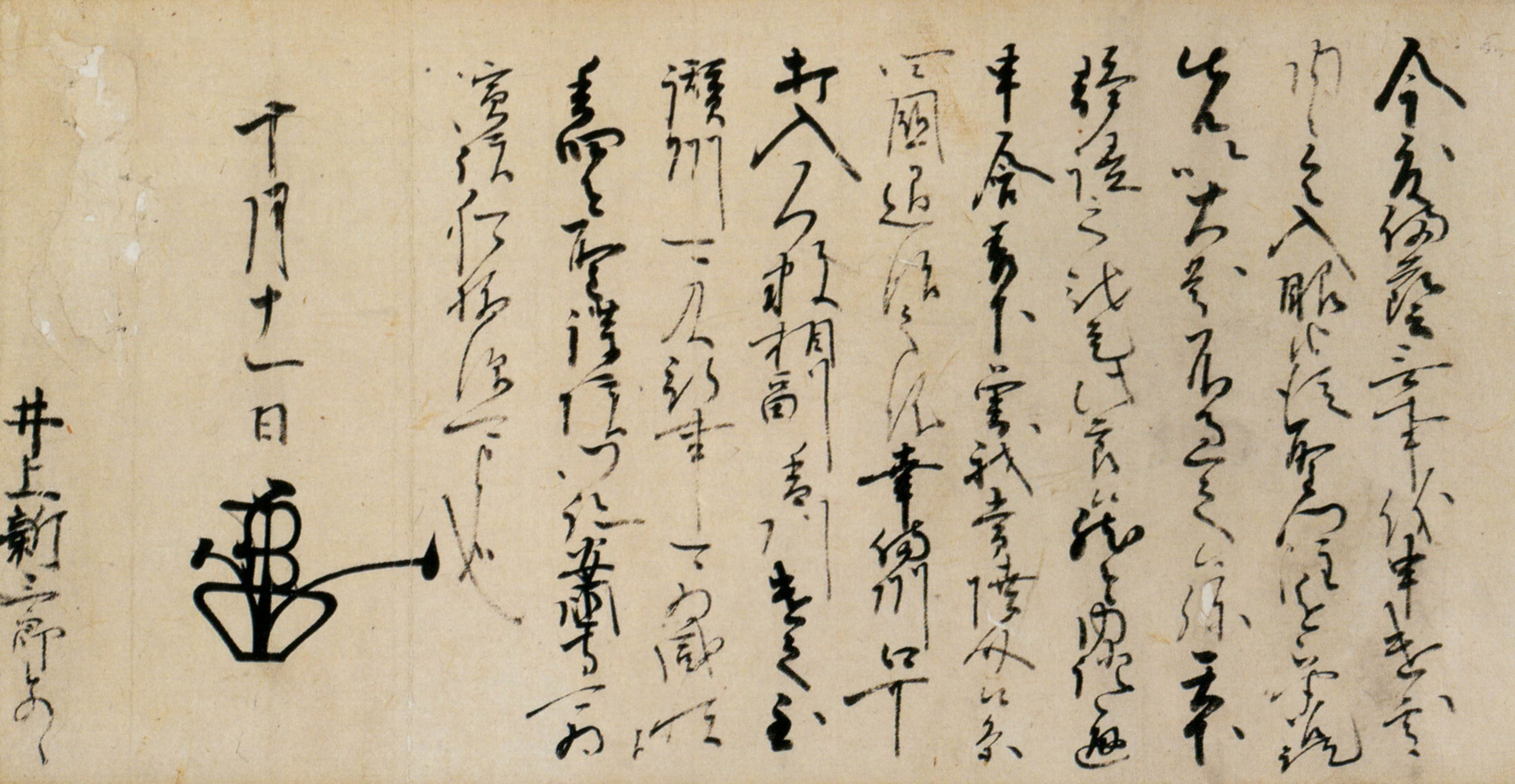
足利義昭御内書/大阪城天守閣蔵。元亀3年（1572年）10月11日付、毛利輝元家臣・井上元義（井上氏）宛

この足利義昭御内書は御内書で、義昭の直書形式と考えられている。内容は毛利輝元が浦上宗景、宇喜多直家と和睦したことを喜び、今こそ天下のために励むべき時であると述べ、輝元が備中へ差し向ける軍勢を讃岐に向かわせることに対して賛意を表している。

## 高屋城の戦い

### 第1次
こうした動きから、4月に摂津国の池田勝正、讃岐国の十河一行、雑賀衆の鈴木孫一ら雑賀衆や、三好義継に従っていた若江城の残兵や、池田勝正に従っていた池田城の城兵が加わり、信長方であった堀城の城主・細川昭元や堀城周辺の城を攻め落とした。この動きに高屋城の遊佐信教も呼応し、阿波国の三好康長(4月2日)を呼び寄せ、大和国衆の一部とともにも高屋城に立て篭もった。この際、石山本願寺も挙兵している。

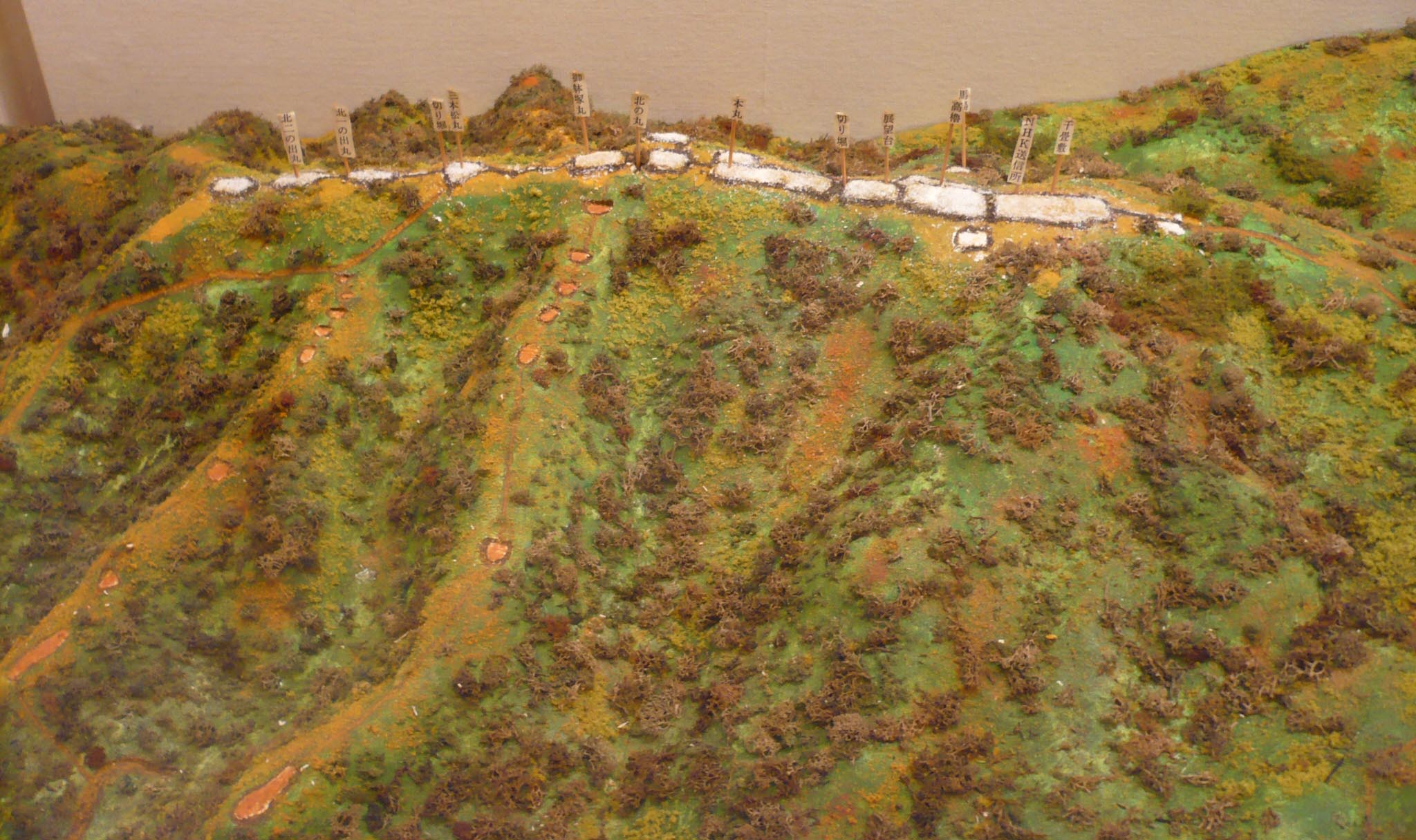
飯盛山城の模型/大東市歴史民俗資料館所蔵

信長はこの報を京都でうけ討伐軍を編成。武将は柴田勝家・筒井順慶・明智光秀・細川藤孝・荒木村重といった面々である。
4月12日、これらの軍勢が下八尾、住吉、天王寺に着陣し石山本願寺と高屋城の両面を攻めた。石山本願寺方面では住吉や天王寺を焼き討ちにし、石山本願寺から出軍してきた部隊と玉造辺りで合戦となった。しかし、これらの戦いについて詳しい事は分かっていない。28日に織田軍は抑えとして荒木村重と高山右近を残し撤兵した。
この年、織田軍は7月から9月にかけて、長島一向一揆を全滅させた。また、佐久間信盛・細川藤孝・筒井順慶・明智光秀・塙直政・森長可らが若江城に入城し、9月18日に飯盛山城や山城下で三好康長、顕如連合軍と激しい戦闘になり、飯盛山城を落城させ萱振城も落城し、高屋城下を放火している。

### 第2次

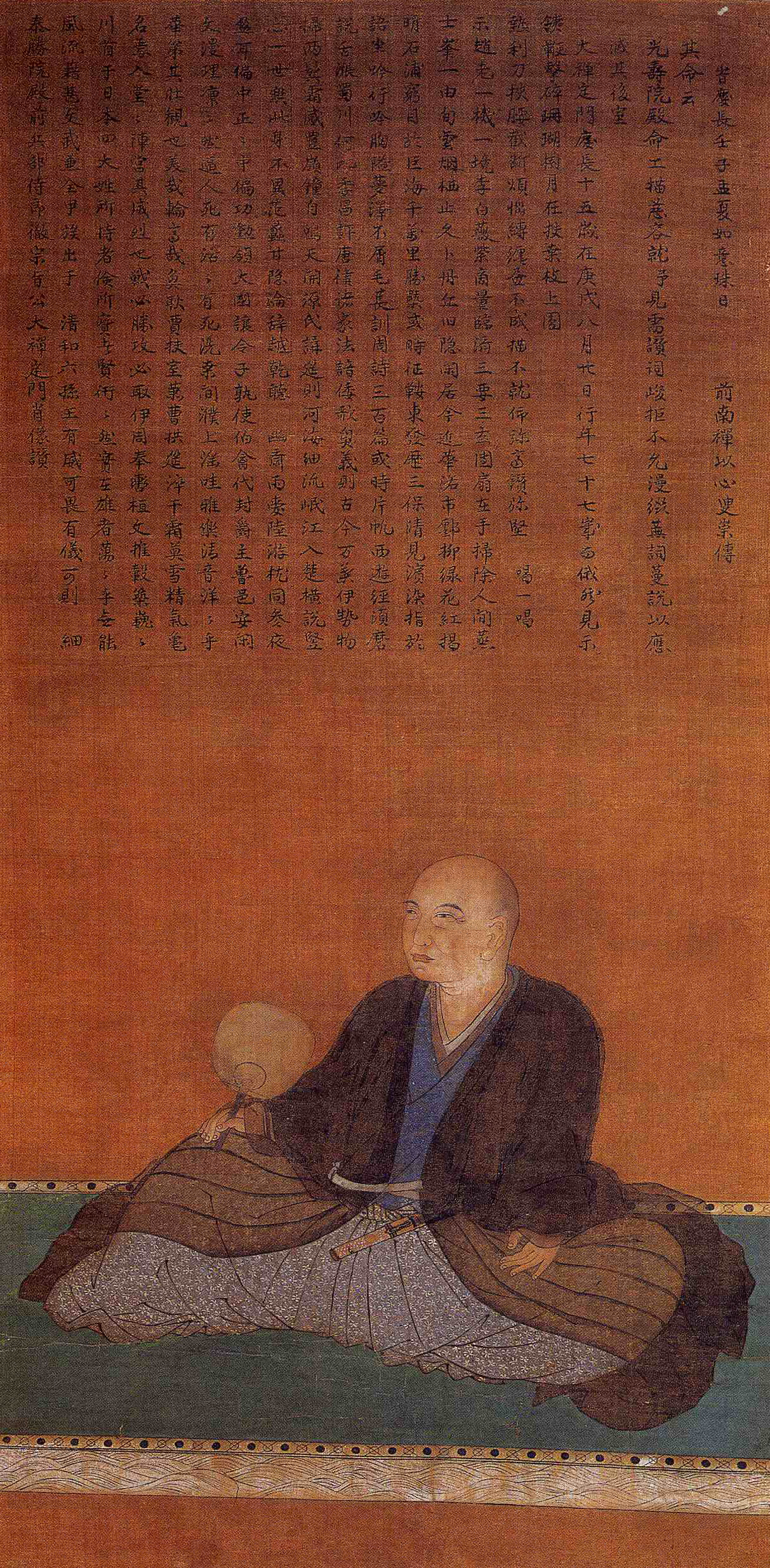
細川幽斎像/天授庵所蔵

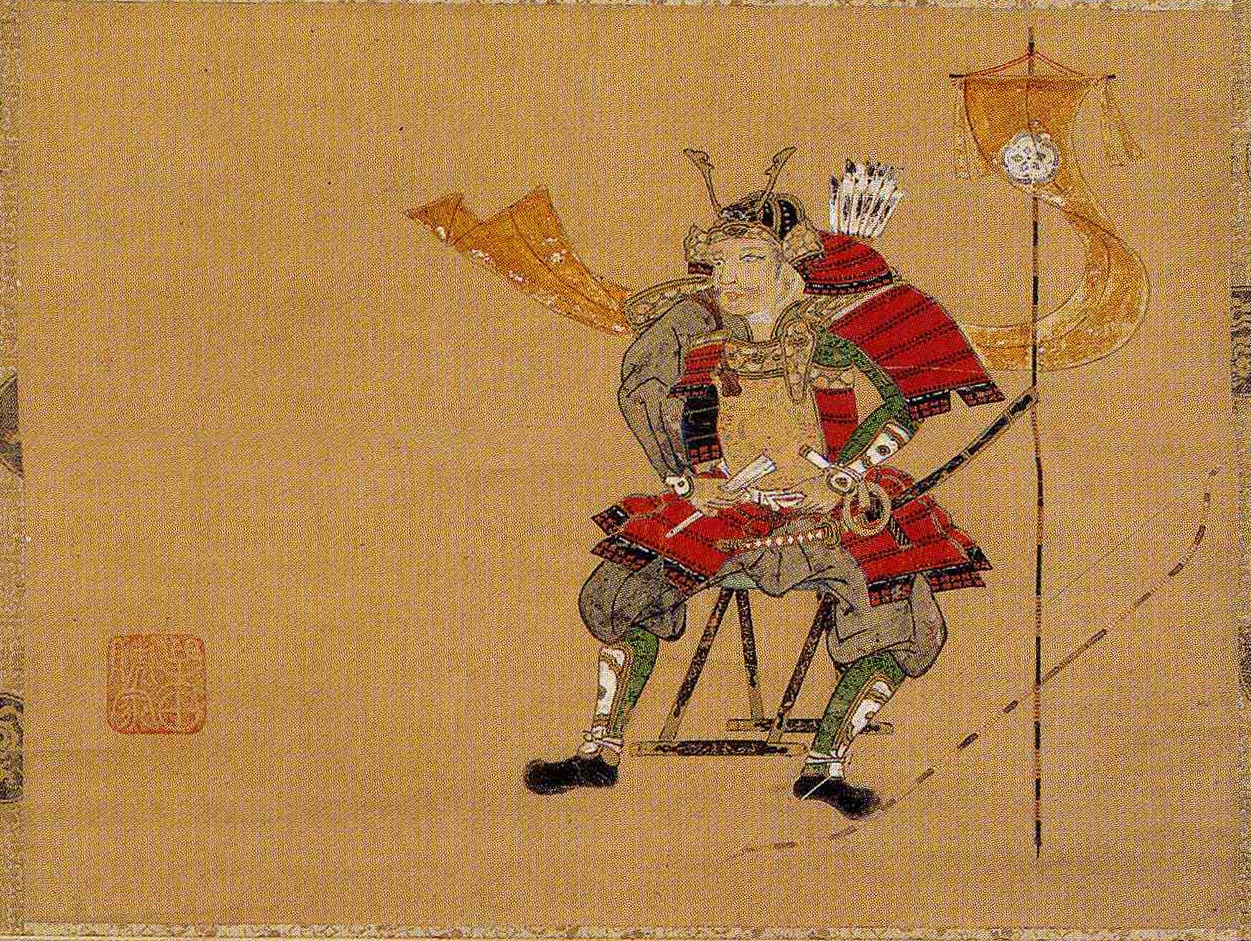
織田信長画像/浄厳院蔵

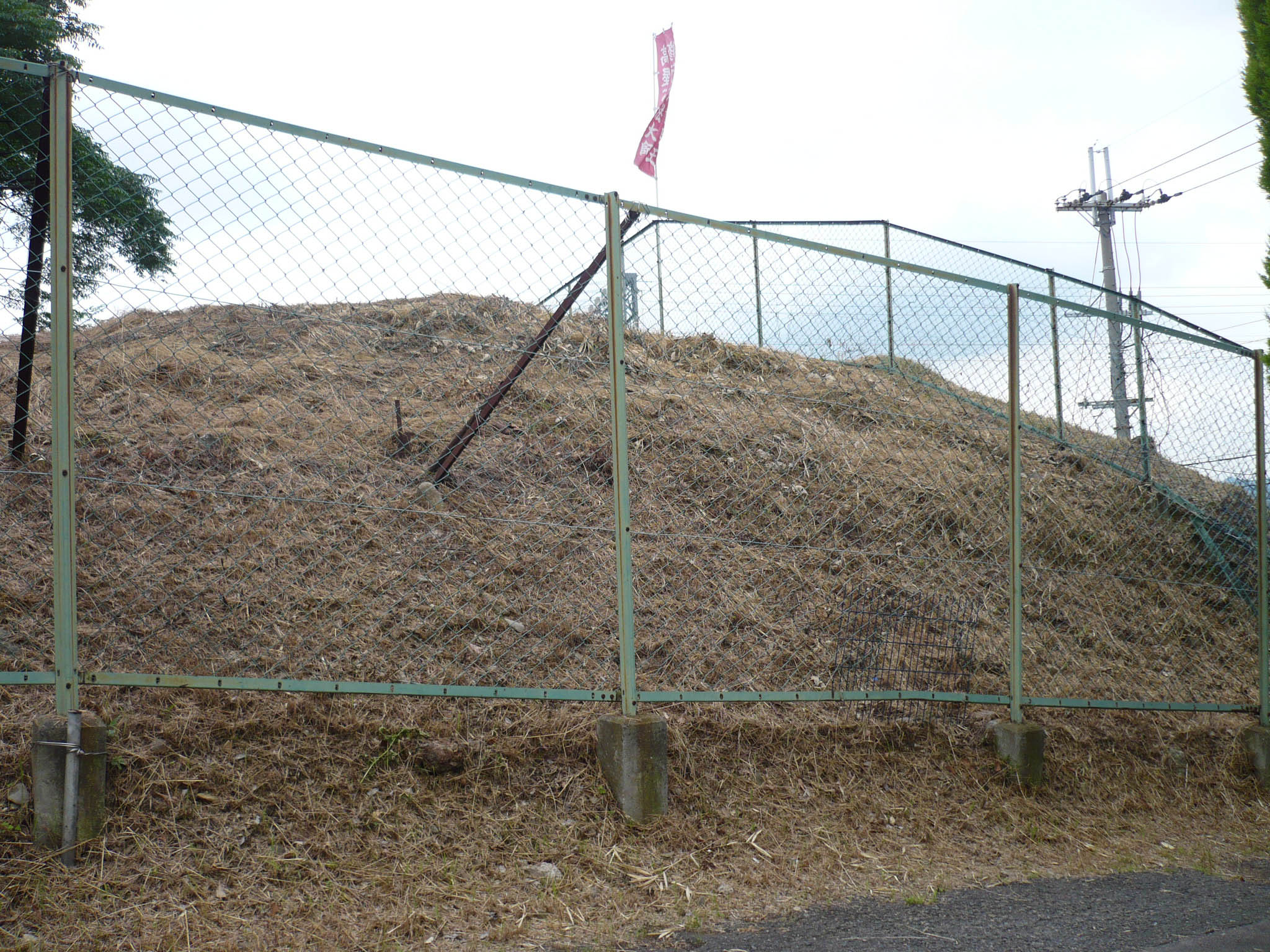
高屋城の不動坂付近にある土塁跡

一旦兵を引いた織田軍だったが、天正3年（1575年）3月22日に信長は細川藤孝に対して、
「来たる秋、大坂合戦を申し付け候。然らば、丹州の舟井・桑名郡の諸侍、その方へ相付くる上は、人数など別して相催し、粉骨を抜きんぜられべく候。この旨を申し触れ、おのおのその意をなすべきこと肝要の状、件の如し」（『細川家文書』）
という朱印状を与えた。秋には石山本願寺を攻撃するので、丹波の国人衆を与力として兵力を増強し、準備を進めるよう命じたものである。また摂津住吉郡に、
「陣取り、放火、濫妨、狼藉、ならびに竹木を伐ち取るの事、停止せしめ畢。もし違反の輩においては、成敗を加うるべきの状、件の如し」
という禁制を発し、同地域の安全を確保した。

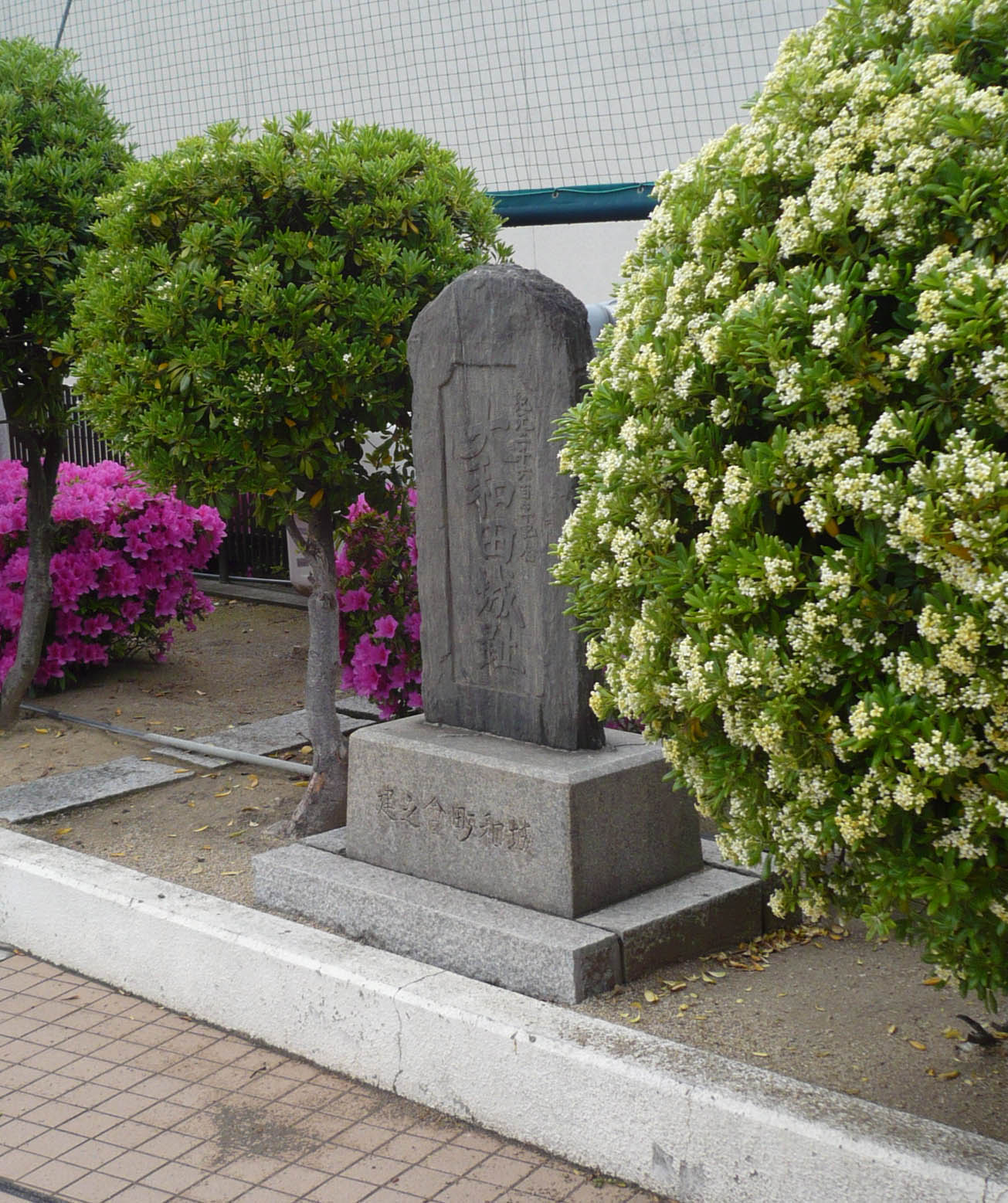
大和田城の石碑

同3月、本願寺の一揆勢は大和田に大和田砦をつくり、渡辺や神崎あたりまで進軍した。これに対して荒木村重が兵を送り破れてしまったが、村重は策を巡らし、一揆勢を十三の渡し周辺に誘い出し攻撃を加え、大和田砦と天満砦を奪うことに成功する。
これを好機とみたのか、4月6日、信長は秋を待たずに京都を出発した。「辰刻、信長南方へ出陣す。一万余。室町通り五条へなり」（『兼見卿記』）とあり、当時京にいた信長は1万ほどを率いて出撃したようである。
織田軍は八幡を経て、7日に若江城へ入城。8日には駒ヶ谷山に布陣し、高屋城攻城に動き出した。三好康長も高屋城の不動坂口より出撃し、双方激しい合戦となった。織田軍は高屋城の周辺を焼き討ちにし、麦苗も薙ぎ捨てにした。

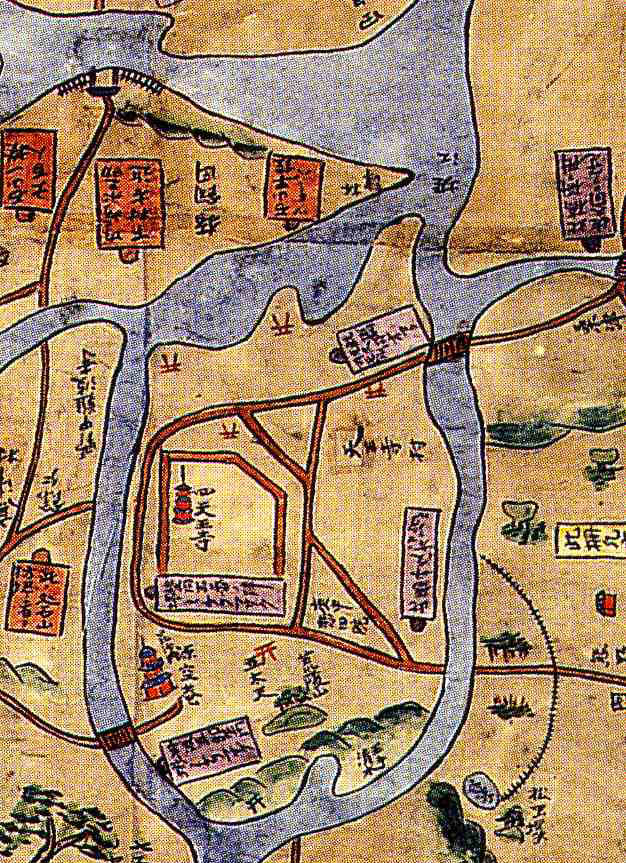
石山合戦配陣図の天王寺部分拡大図/和歌山市立博物館蔵

12日、織田軍は住吉へ移動。13日には摂津・大和・山城・若狭・美濃、尾張・伊勢・丹後・丹波・播磨・根来衆の増援軍が続々と到着し、総勢10万余の大軍となった。信長は天王寺を本陣とし、住吉・遠里小野にも布陣させ、石山本願寺と対峙した。14日に石山本願寺に押し寄せ、ここでも石山本願寺周辺の作物を薙ぎ捨てにした。16日には遠里小野に移動し信長自身も作毛を刈り取り、新堀城周辺に陣を張った。
新堀城には十河一行や香西長信が立て篭もっており、高屋城と石山本願寺との中間にある城で両城を支援していた。17日、織田軍はこの城を取り巻き、19日に堀に草などを入れ埋め立て、夜になって火矢を射かけ大手門、搦手門の両方に突撃し、170余の首級をあげた。十河一行は討ち死にし、香西長信は生け捕りにされ、斬首された。
新堀城が落城すると、三好康長は信長の側近であった松井友閑を仲介にして降伏を申し出た。信長は康長を赦免し高屋城の戦いは終結した。
遊佐信教は弓倉弘年によると以後、「遊佐河内入道」として本願寺と共に対信長戦を続けたとする。事実、当時の記録のどれにも信教が高屋城の戦いで戦死したとしているものはない。通説では信教はこの戦いで死んだ事になってはいるが、やはり後世に作られた軍記物の記述であり、信ぴょう性は無い。

## 戦後の影響
河内守護の城として長い歴史を重ねていた高屋城はこの戦いで廃城となった。
信長公記はこの時既に「もはや本願寺の落城は時間の問題となった」としているが、武田勝頼が三河に侵入し長篠に迫ったとの報が入ったため、信長は石山本願寺攻めを中止し、塙直政に高屋城を含む河内の破城を命令、自身は4月21日に帰京し、長篠の戦いへと赴いた。
10月中旬から、本願寺は松井友閑と康長を仲介とし、信長に三軸の名画を送って和睦を申し入れた。12月に和睦が成立し、誓紙が取り交わされた。
「当寺」は石山本願寺、「御前」は信長、「両人」は友閑と康長を意味している。署判者は友閑と康長で、宛所は当時石山本願寺の幕閣（顕如外）を構成していた5名であった。しかしこの和睦も一時のものにすぎず、翌年の天正4年（1576年）信長と石山本願寺の間で天王寺の戦いが勃発する。

## 補説

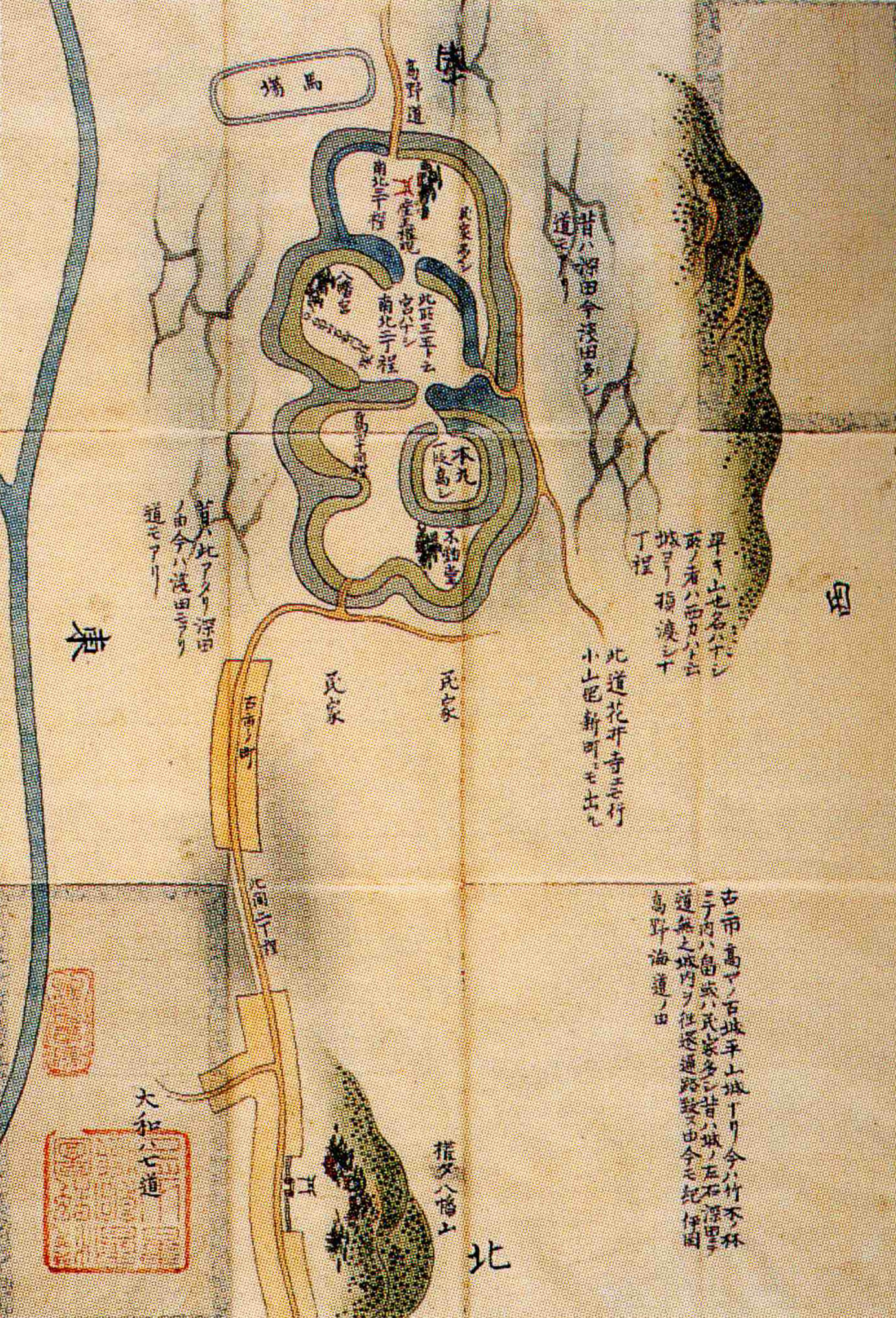
諸国古城古市城絵図/浅野文庫所蔵

- 康長はその後河内南半分の守護に任じられた。これ以前、康長は阿波において、信長の敵の三好三人衆を補佐していた。これに対して「名門三好家および老練の康長という人物に利用価値を認めたからであろう」とか[3]、「康長は、宗家の義継が死んだ後は、三好家を代表する存在だった。阿波・讃岐・淡路にまだ勢力をもっている三好一族への影響力も強い。そうした康長を、いずれは四国侵略に利用しようとしたのではないだろうか」とし、三好氏の影響力を四国征伐に役立てる為ではなかったかと指摘されている[2]。
- この戦いが始まる天正3年3月、信長が細川藤孝に対して与えた朱印状と同時期に、荒木村重に対しては摂津、藤孝には山城、塙直政には大和の守護をそれぞれ与えている。この時に信長は石山本願寺を攻城を決意したと考えられ、「対本願寺包囲体制が完成したわけである」と指摘されている[3]。
- 高屋城、石山本願寺と並ぶ主戦場であった新堀城は文献によって推定地に違いがある。大阪府大阪市住吉区長居東周辺で「天正三年に織田信長に攻め落とされた[4]。城跡付近の旧堀村は昭和初期まで環濠集落の形を残していた」とし、『大阪市史』も住吉区長居東周辺としている（長居東にある瀧光寺のＨＰによると堀村には新堀城の伝承は伝わっておらず、築城伝承は残るが「栴檀城」という地名が過去に有りそちらである可能性があるとしている）。一方『信長公記』には「堺の近所の新堀と言う砦」、『松井家譜』には「堺之近辺新堀之砦」、『有吉家代々覚書』には「泉州堺近辺新堀城」の記述が見られ[5]、大阪府堺市北区新堀町周辺としている[6]。このように各文献によって違いがあり、新堀城がどこにあったのか定まっていない。
- 「白天目」茶碗は谷下一夢『顕如上人伝』によると、信長の礼状に「11月18日」とあることから元亀3年（1572年）ではないかとしているが、井上鋭夫によると当時の情勢や「賢会書状」などから、翌年の天正元年ではないかとしており、文献によって石山本願寺から信長に差し出された年代に違いがある[7]。